# 서채현
서채현(徐采鉉, 2003년 11월 1일~)은 대한민국의 암벽등반 선수이다. 대한민국의 대표적인 여자 암벽등반 선수로 2020년 하계 올림픽에 참가했으며 2019년 IFSC 클라이밍 월드컵 리드 부문 종합 우승을 차지했다.

## 경력
서채현의 아버지는 아이스 클라이밍 국가대표 선수였던 서종국이다. 어머니 전소영 역시 클리이머이다, 부모님의 영향으로 5살부터 클라이밍을 시작하여 오늘날의 세계적 선수가 되었다.
2021년 8월 일본 도쿄 아오미 어반 스포츠파크에서 열린 2020년 하계 올림픽 스포츠클라이밍 여자 콤바인 예선에서 스피드(17위)·볼더링(5위)·리드(1위)를 더해 전체 2위(종합 85점)에 오르며 8명이 오르는 결선에 진출했다.
2023년 10월 9일 중화인민공화국 항저우시에서 열린 2022년 아시안 게임 스포츠클라이밍 종목에 대한민국 대표로 출전하였다. 준결승전에서 일본의 모리 아이 선수와 공동 2위로 통과하였으나, 결승전이 우천으로 취소되면서 예선 점수가 더 높았던 모리 선수가 1위, 서채현 선수는 그대로 2위가 최종순위로 취급되어 첫 아시안게임 은메달을 획득하게 되었다.
2024년 8월 프랑스 파리에서 열린 2024년 하계 올림픽 스포츠클라이밍의 컴바인 종목에 대한민국 대표로 출전하였다. 예선전에서 볼더링 종목에서는 13위에 그쳤으나 리드에서 3위를 차지하며 총점 123.7점, 종합 8위로 결선에 진출하였다. 이어진 결선에서는 볼더링에서 28,9점으로 최하위에 자리하였으나 리드에서 4점 홀드 4개까지 잡으면서 76.1점을 획득, 총점을 105.0점까지 끌어올렸으나 전체 6위에 오르며 메달 획득에는 실패하였다
- 선유중학교
- 서울신정고등학교
- 노스페이스 클라이밍팀
- 제32회 스포츠클라이밍 국가대표

## 같이 보기
- 스포츠클라이밍
- 김자인

## 참고문헌
- 인명사전, 스포츠틀라이밍 서채현의 과걱 부모
- 아무도 오르지 못한 암벽을 홀로 오르는 세계1위 고등학생
- 압도적 리드 1위, 스포츠클라이밍 여자 콤바인 서채현 종합 2위 결선 진출 / KBS 2020 도쿄올림픽 2021.08.04